# François Claessens
François Claessens (Antwerpen, 1897. október 2. – Antwerpen, 1971. szeptember 29.) olimpiai ezüstérmes belga tornász.
Ez első világháború után az 1920. évi nyári olimpiai játékokon indult, és mint tornász versenyzett. Csapat összetettben ezüstérmes lett.